# Jaber al-Mubarak al-Sabah
 (juin 2019).
Si vous disposez d'ouvrages ou d'articles de référence ou si vous connaissez des sites web de qualité traitant du thème abordé ici, merci de compléter l'article en donnant les références utiles à sa vérifiabilité et en les liant à la section « Notes et références ».
Jaber al-Moubarak al-Sabah (en arabe : جابر المبارك الصباح), né en 1860 à Koweït (Koweït) et mort le 5 février 1917 dans cette même ville, est un homme d'État koweïtien. Huitième cheikh de la dynastie des Al Sabah, il règne sur le Koweït de 1915 à 1917. À sa mort, il est remplacé par son frère Salim al-Mubarak al-Sabah.
Il est le fils aîné de Moubarak al-Sabah et est l'ancêtre de la branche Al-Jaber de la dynastie Al Sabah.

## Biographie
Bras droit de son père, il participe avec lui à l'assassinat de ses deux oncles, le cheikh Muhammad bin Sabah Al-Sabah, souverain du Koweït, et Jarrah bin Sabah Al-Sabah, à l'aube du vingt-cinquième mois de Dhul-Qi'dah de l'année 1313 de l'Hégire, correspondant au 17 mars 1896 de l'ère chrétienne, lorsque le cheikh Mubarak Al-Sabah a décidé de se débarrasser de ses deux frères, il s'est levé rapidement et était accompagné de ses deux fils, Jaber. Salem, son ami le plus proche Shalash bin Hajraf, son neveu Falah bin Haif bin Hajraf et un groupe de frères, dont Saif bin Kaami Al-Rashidi, son cousin Qurainis bin Kaami Al-Rashidi, Batel bin Shaaf et quelques esclaves. 
Ils se rendirent tous au palais habité par le cheikh Muhammad et le cheikh Jarrah, où ils entrèrent par la porte du palais en silence, passèrent par le sanctuaire du palais et traversèrent un pont reliant le sanctuaire et le palais de ses deux frères. Cheikh Salem Al-Mubarak Al-Sabah, et de tuer les gardes présents dans le plus grand silence. Le cheikh Jaber s'est rendu dans la chambre de son oncle le cheikh Jarrah avec Shalash bin Hajraf, et l'a trouvé éveillé et sa femme, Sheikha Munira Al-Ali Al-Jaber Al-Sabah, à côté de lui, pointant son arme sur lui, mais il ne l'a pas touché à ce moment-là. 
Bin Hajraf poignarde le cheikh Jarrah dans le dos, puis le cheikh Jaber le tue, avant d'arrêter sa femme. Après l'accident, son père l'a chargé de recueillir le serment d'allégeance des habitants du Koweït et d'arrêter Yusuf al-Ibrahim, qui s'était enfui en Irak après avoir été présent dans son palais avec des garçons, où il avait appris le meurtre de Muhammad et de Jarrah. Le cheikh Jaber le poursuit jusqu'à ce que Yusuf al-Ibrahim réussisse à s'enfuir à Zubair.